# Centeterus elongator
Centeterus elongator är en stekelart som beskrevs av Berthoumieu 1897. Centeterus elongator ingår i släktet Centeterus och familjen brokparasitsteklar. Inga underarter finns listade.